# Aurora (mitología)

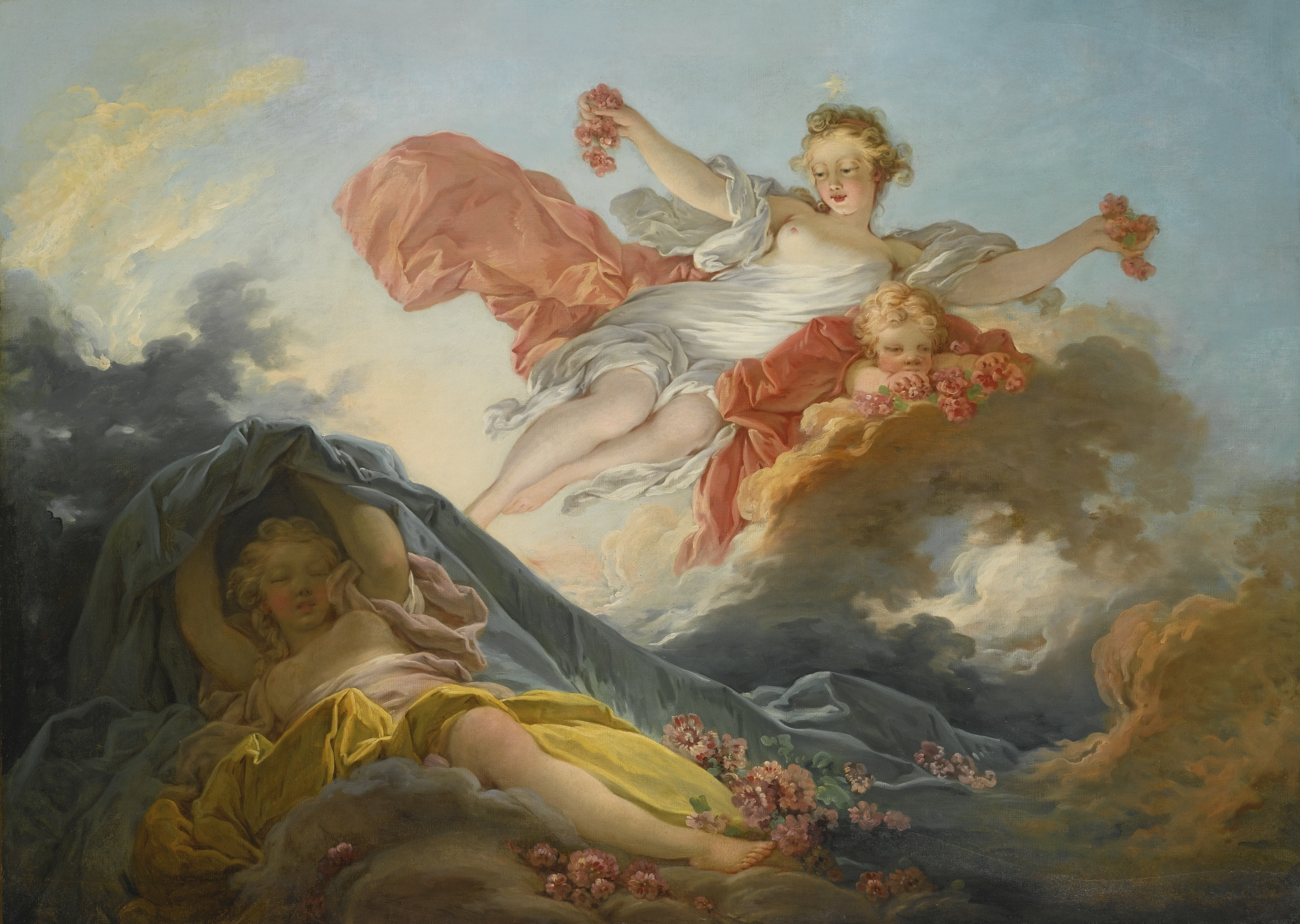
Aurora (1755), de Jean-Honoré Fragonard, colección privada.

En la mitología romana, Aurora (en latín Aurōra) es la deidad que personifica el amanecer. Varrón dice que recibe la denominación de Aurora lo que precede a la salida del Sol, por el hecho de que, por el entonces dorado (aureus) fuego del Sol, el aire se dora (aurescit).  Según el mito, las lágrimas que derrama mientras vuela a través del cielo llorando por uno de sus hijos, que fue asesinado, son el rocío de la mañana. La palabra Aurora se utilizó en Roma como traducción de Eos, la diosa griega que, con forma femenina, daba paso a la luz solar cada día.

## Romanización del mito griego

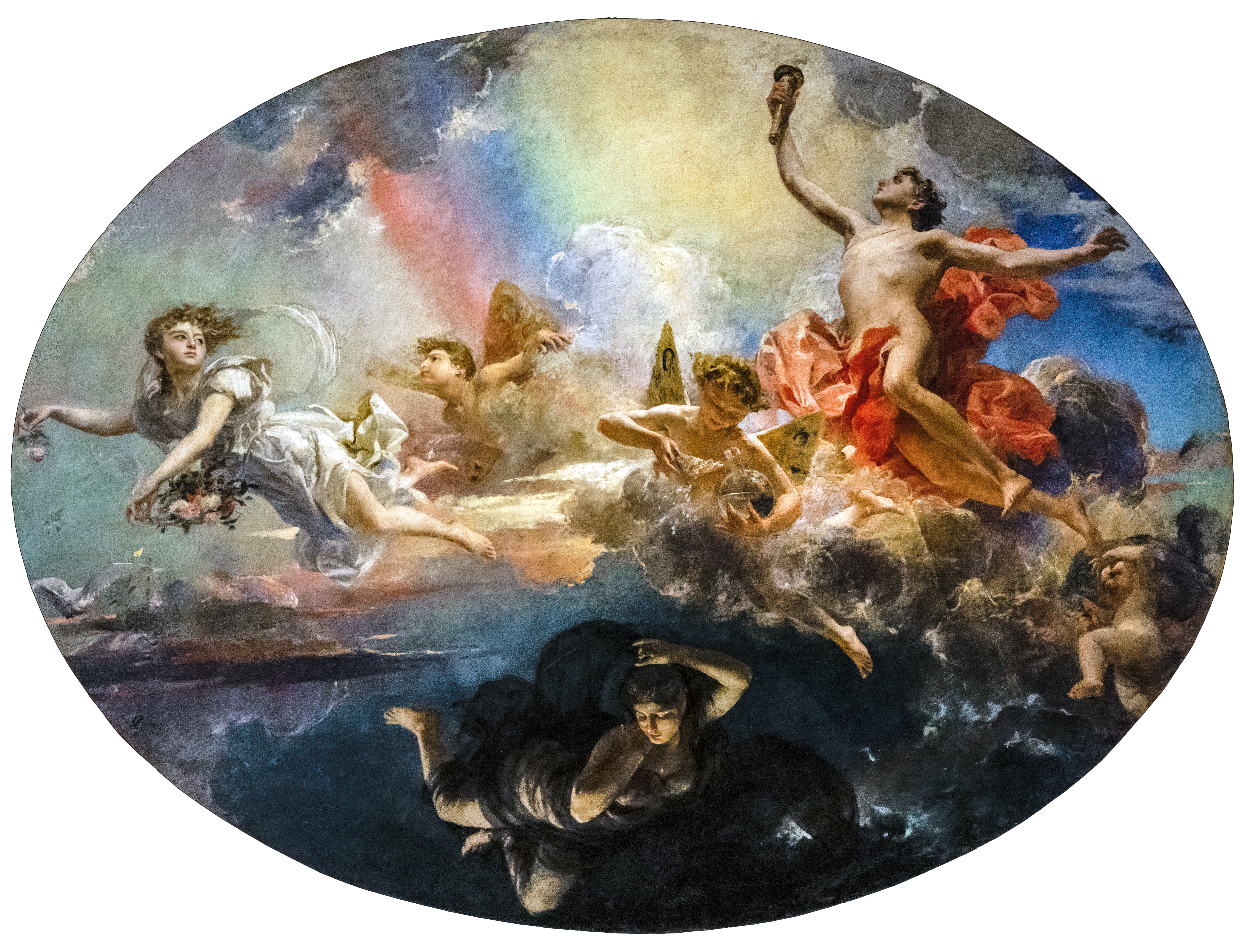
El triunfo del Día sobre la Noche precedido de la Aurora (1882), de Antonio Caba, Museo Nacional de Arte de Cataluña

En las Fábulas de Higino se nos dice que de Hiperión y Etra nacieron Sol, Luna y Aurora. También nos dice que Astreo y Aurora fueron los padres de los vientos Céfiro, Bóreas, Noto y Favonio.  Los romanos le daban otros nombres a los vientos: los griegos se refieren a Céfiro (viento del oeste) pero los romanos a Austro (viento del sur); los griegos se refieren al viento del norte como Bóreas y lo romanos como Aquilón; los griegos se refieren a Euro (viento del este) y los romanos a Ábrego (viento del suroeste). Astrea también había nacido de Aurora y Astreo.  Aurora amó al hermoso Céfalo, hijo de Pandión y también se desposó con Titono, hijo de Laomedonte.
Céfalo, presa de su afición a la caza, salió de madrugada al monte, y Aurora, esposa de Titono, quedó prendada de él y le pidió que se acostara con ella, a lo que Céfalo se negó porque había dado su palabra a Procris. Entonces Aurora le dijo: «No quiero que faltes a tu fidelidad, salvo que ella haya faltado primero». De este modo le cambió su figura en la de un forastero y le entregó magníficos regalos para que se los llevara a Procris. Cuando Céfalo llegó con la apariencia cambiada, le dio los regalos a Procris y se acostó con ella. Entonces Aurora le retiró el aspecto de forastero. Al contemplar ella a Céfalo, se dio cuenta de que había sido burlada por Aurora, y huyó de allí a la isla de Creta, donde Diana estaba cazando. Procris le desveló sus avatares y que había sido engañada por Aurora. Procris temiendo a Aurora, siguió a escondidas a Céfalo.
Cuando Memnón murió asesinado, las lágrimas que vertió Aurora mientras volaba por el cielo dieron origen al rocío. Ovidio introdujo alguna variación, por ejemplo, la llamaba Palantíada, estableciendo una relación de parentesco con el titán Palas, quizá porque su nombre también quiere decir «brillante». También aparece en unos versos de la Eneida, cumpliendo su función de abrir paso a la claridad del día. Dante Alighieri la nombra en el Purgatorio de La Divina Comedia como «la concubina de Titono el antiguo».

## Culto
La creencia en una divinidad de estas características ya existía en la religión romana antes de introducirse el mito griego: se trata de la diosa Mater Matuta, por lo que Aurora se convirtió en un segundo nombre de esta diosa. El culto se realizaba en el templo que había en el Forum Boarium, donde era venerada también como guía de los navegantes (stella matutina). Cada 11 de junio se hacían rituales pidiendo la protección de esta diosa, conocidos como la fiesta de la Matralia.

## Procedencia védica
George Dumézil propuso que la diosa Aurora, al igual que la griega Eos y la etrusca Thesan, tenían un mismo origen hindú y que habían llegado a Europa en un pasado remoto, de la misma manera que las lenguas indoeuropeas. Para demostrar su teoría estableció paralelismos entre los ritos y creencias védicos de los dioses Usas y Usasah y los de las citadas diosas europeas.

## Iconografía
Aurora ha sido un tema de inspiración de artistas de diferentes épocas: a veces se la representa llevando en las manos las llaves del cielo, o bien viajando en un carro tirado por dos o cuatro caballos; a veces lleva un vestido dorado y a veces aparece desnuda o semidesnuda, generalmente con una imagen resplandeciente, envuelta de luz.

## Galería de imágenes

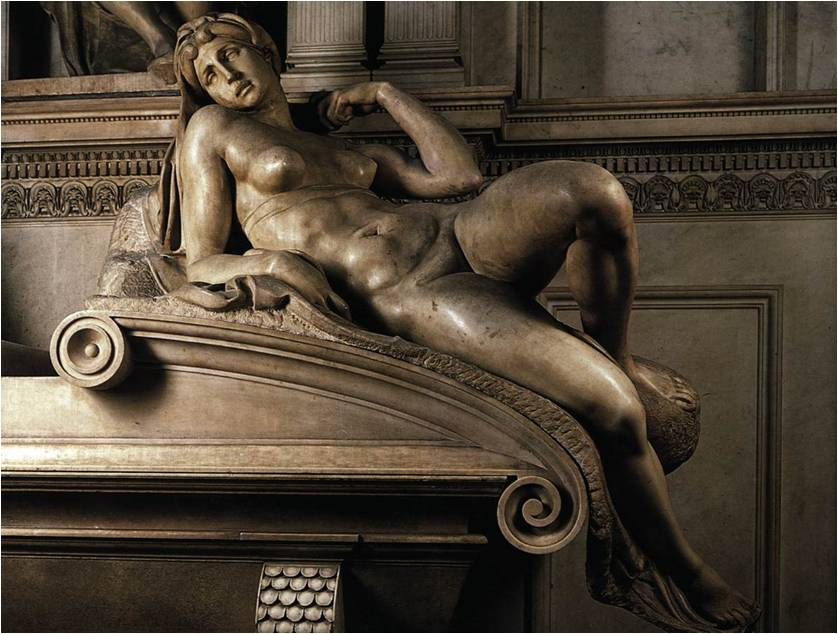
Aurora (1524-1527), de Miguel Ángel, Basílica de San Lorenzo de Florencia, Italia.
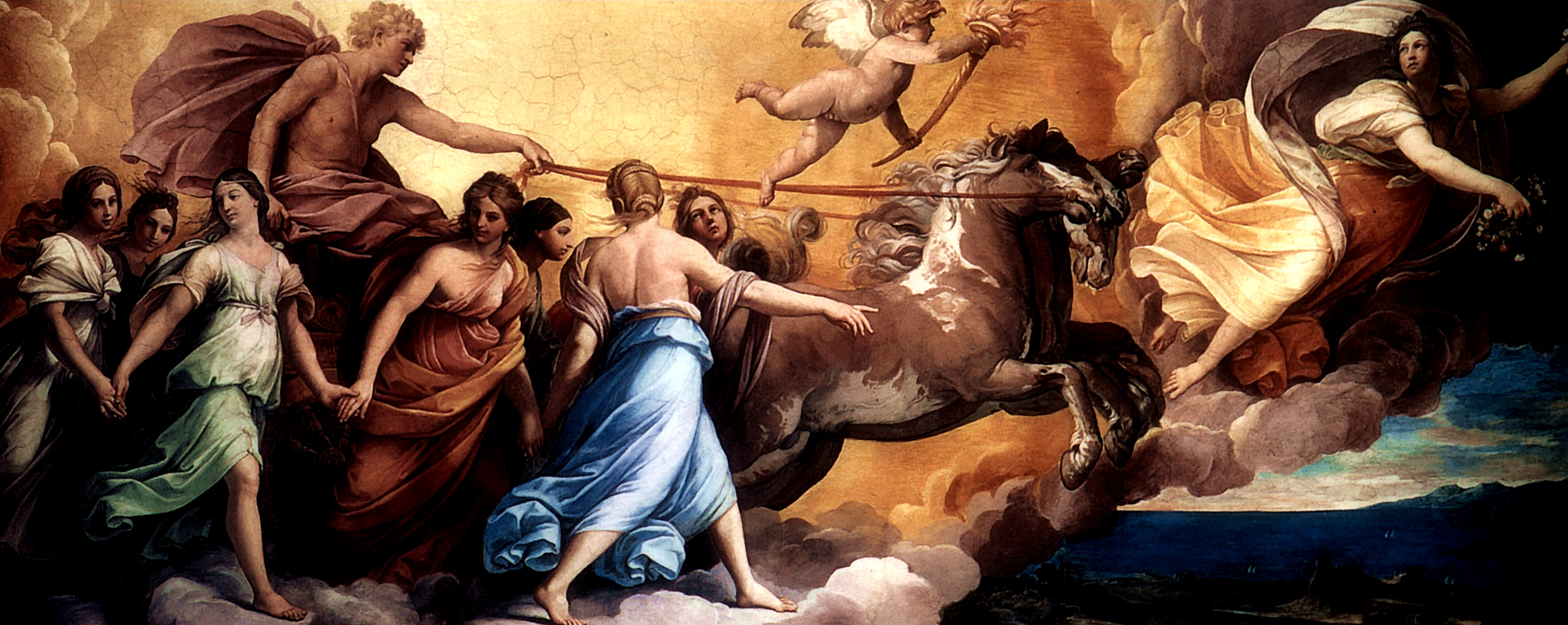
Apolo en su carro precedido por Aurora (1612-1614), Guido Reni, Palacio Pallavicini-Rospigliosi, Roma.
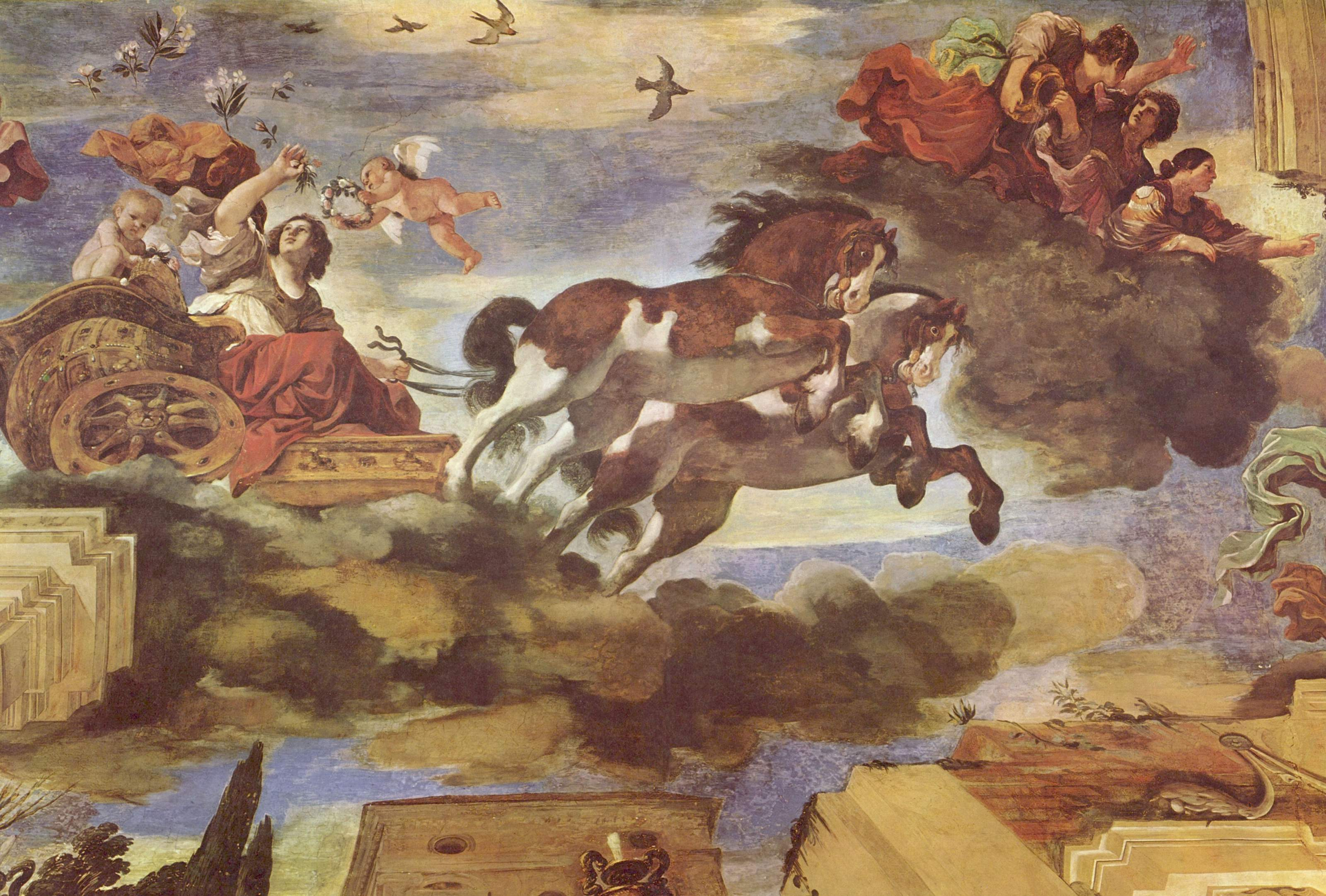
Aurora (1621), de Guercino, Casino di Villa Boncompagni Ludovisi, Roma, Italia.
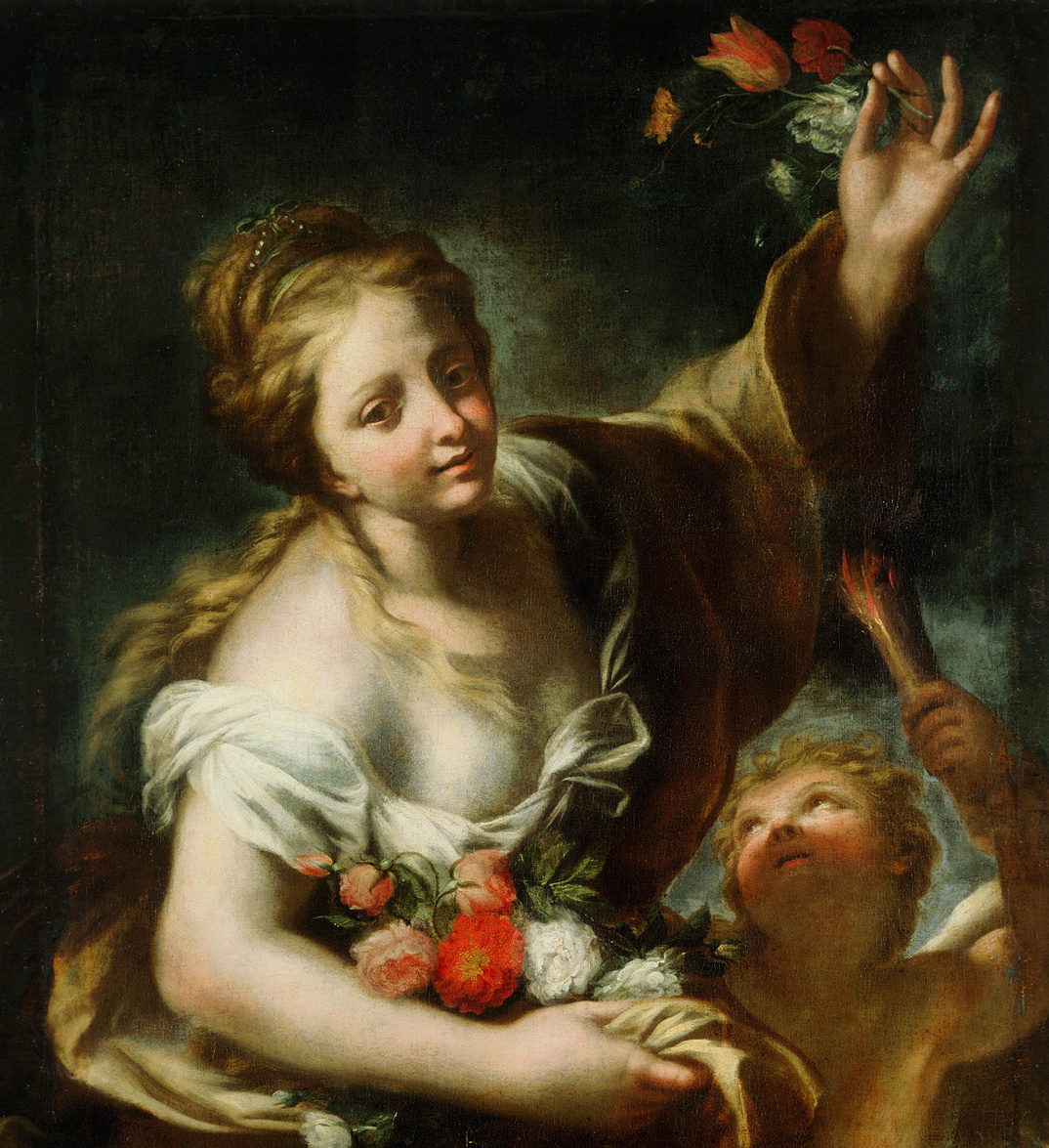
Aurora (1678), de Giovanni Andrea Carlone, Galería Nacional de Eslovenia, Ljubljana, Eslovenia.
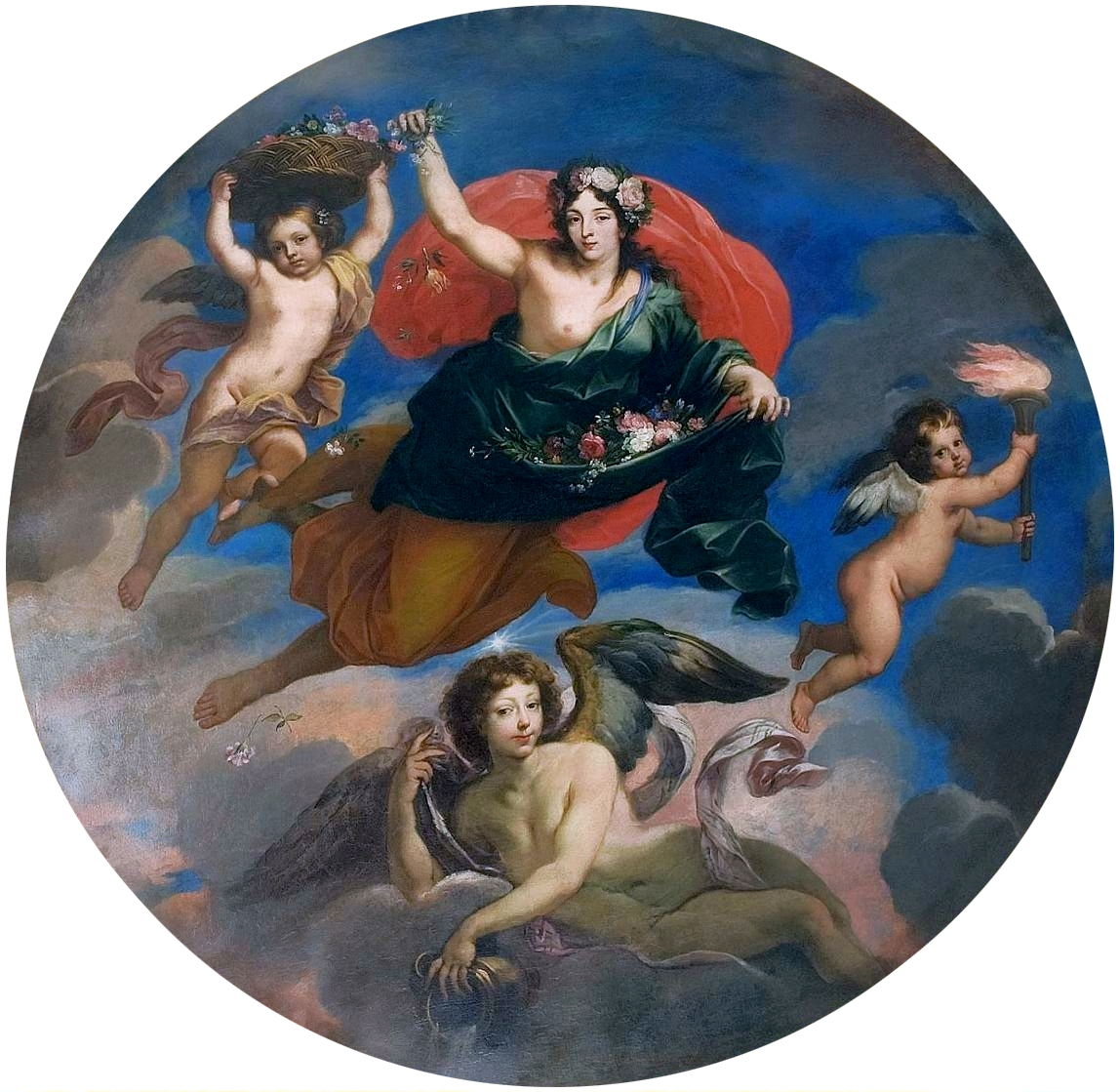
Aurora (1681), de Jan Reisner, Museo del Palacio del Rey Juan III, Wilanów, Polonia.
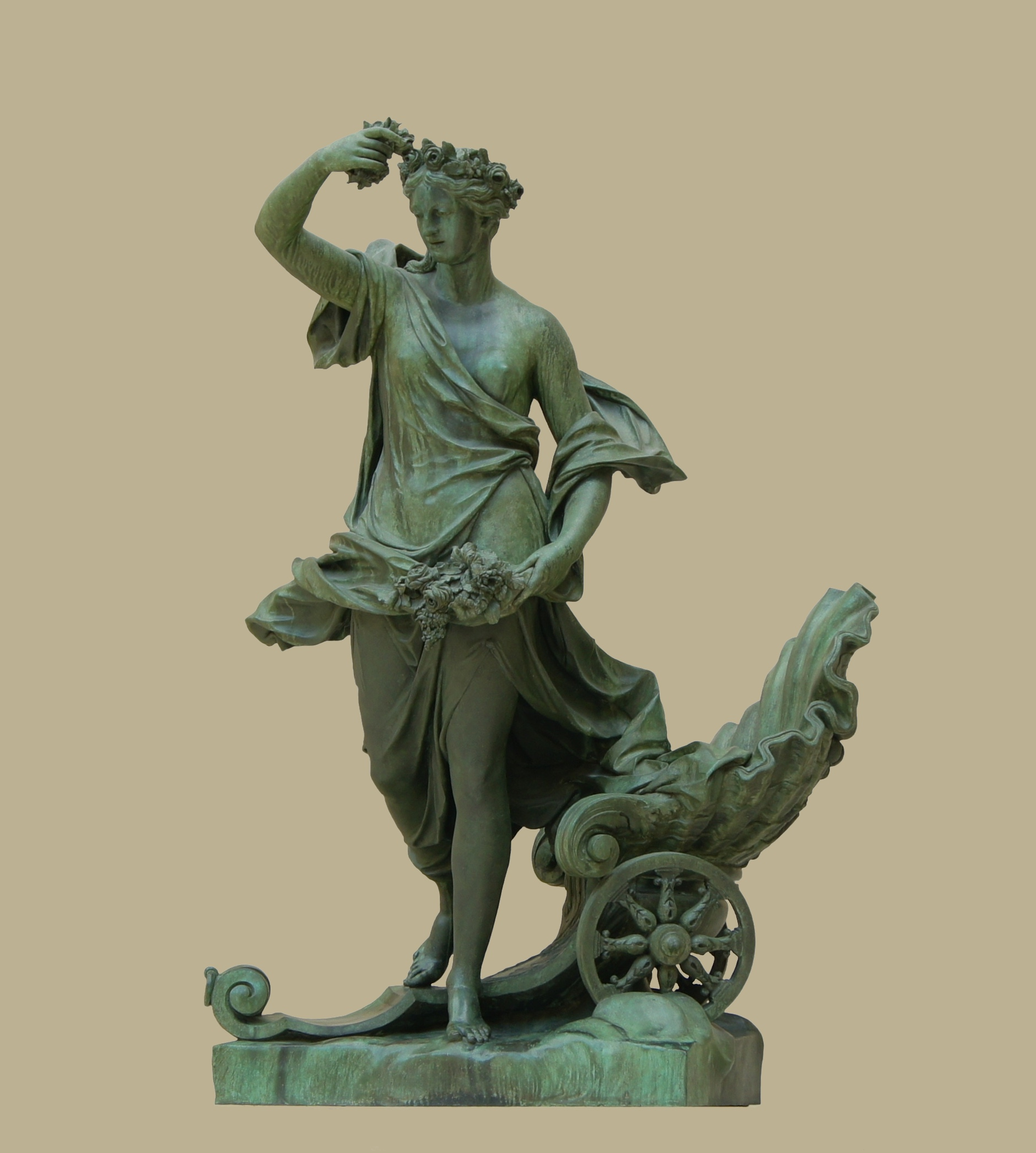
Aurora (1693), de Philippe Magnier, Museo del Louvre, París, Francia.
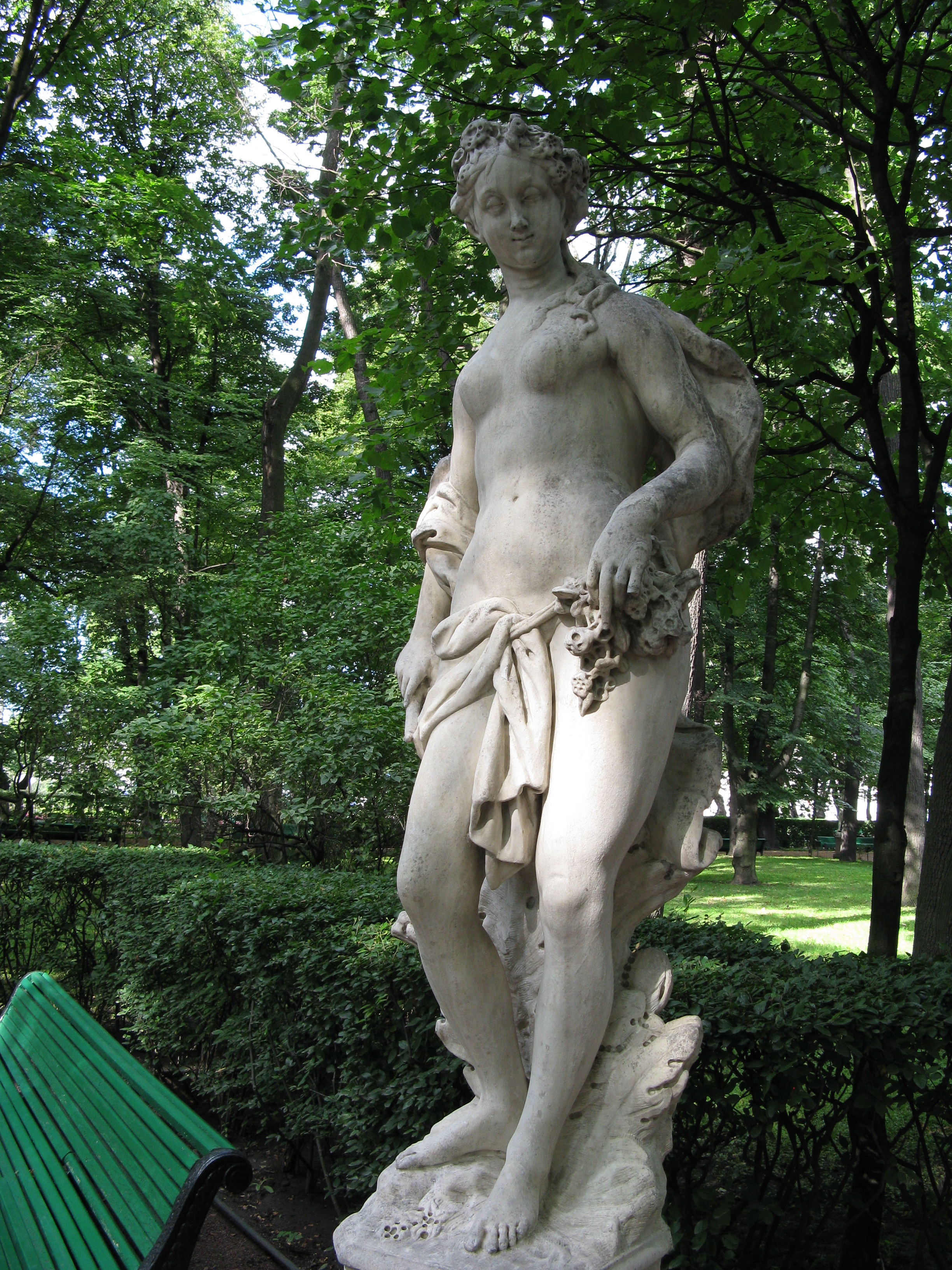
Aurora (1717), de Giovanni Bonazza, Jardín de Verano, San Petersburgo, Rusia.
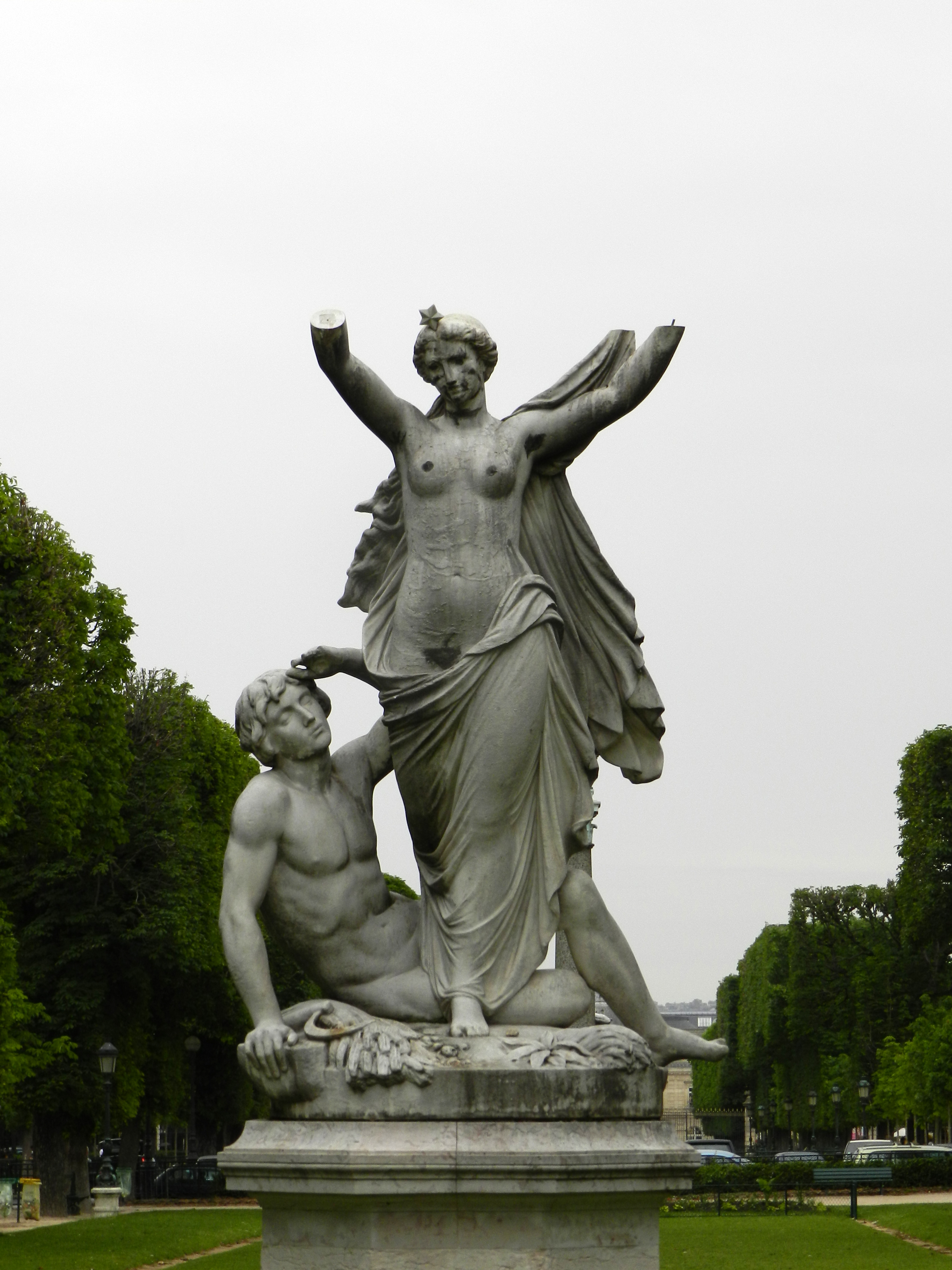
La Aurora (1870-1875), de François Jouffroy, Jardín Marco Polo, París, Francia.
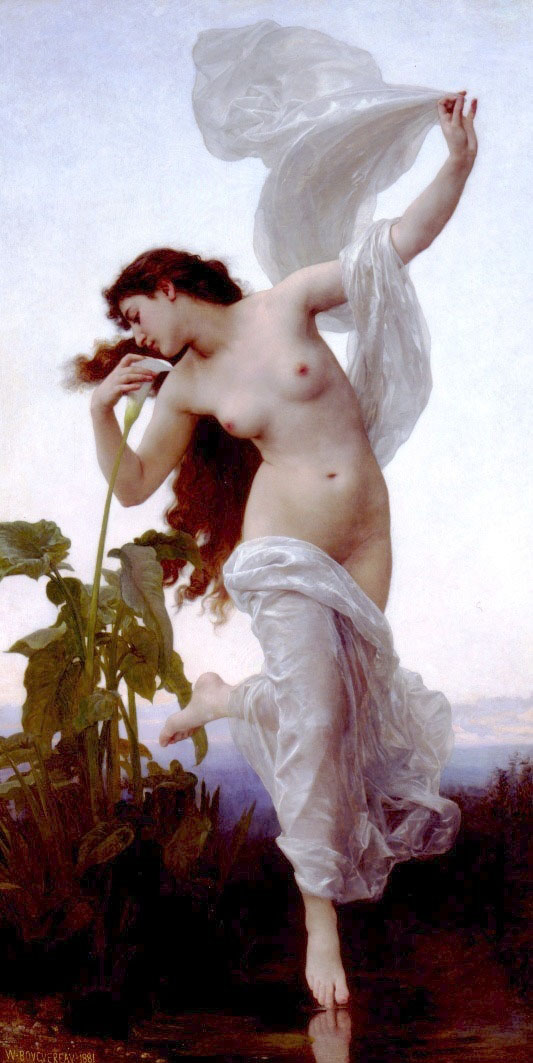
La Aurora (1881), de William-Adolphe Bouguereau, Birmingham Museum of Art, Birmingham (Alabama), Estados Unidos.
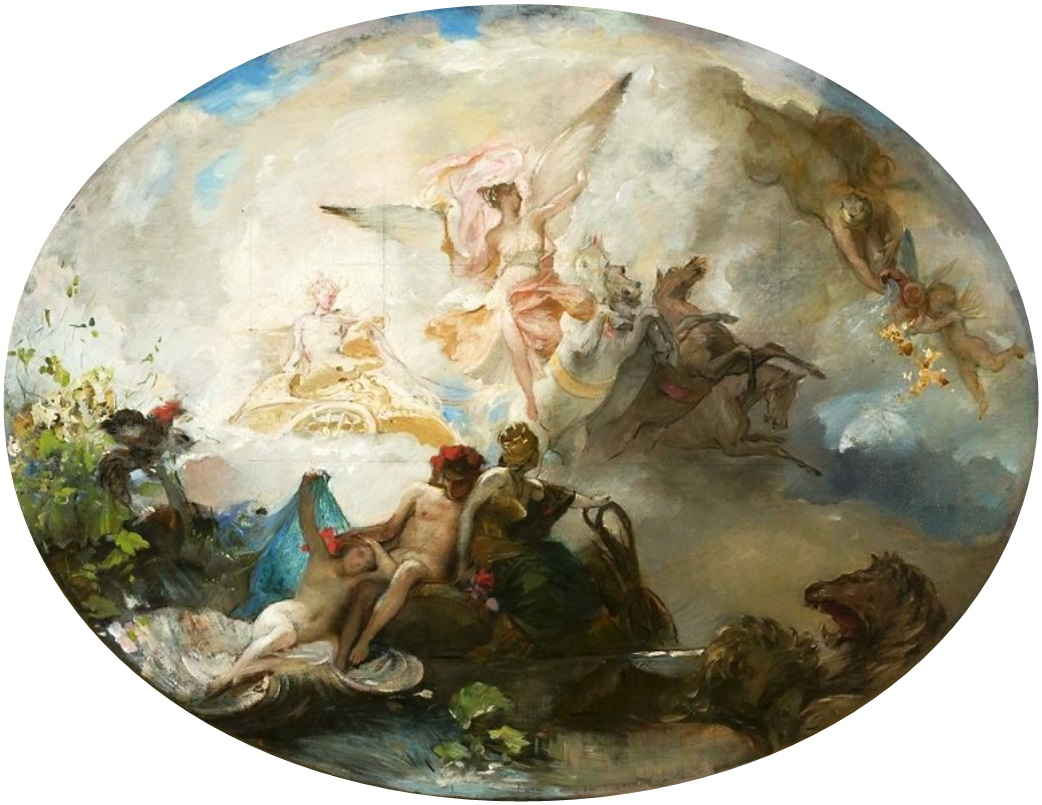
Aurora (1886), de Henryk Siemiradzki, Museo Nacional de Varsovia, Varsovia, Polonia.
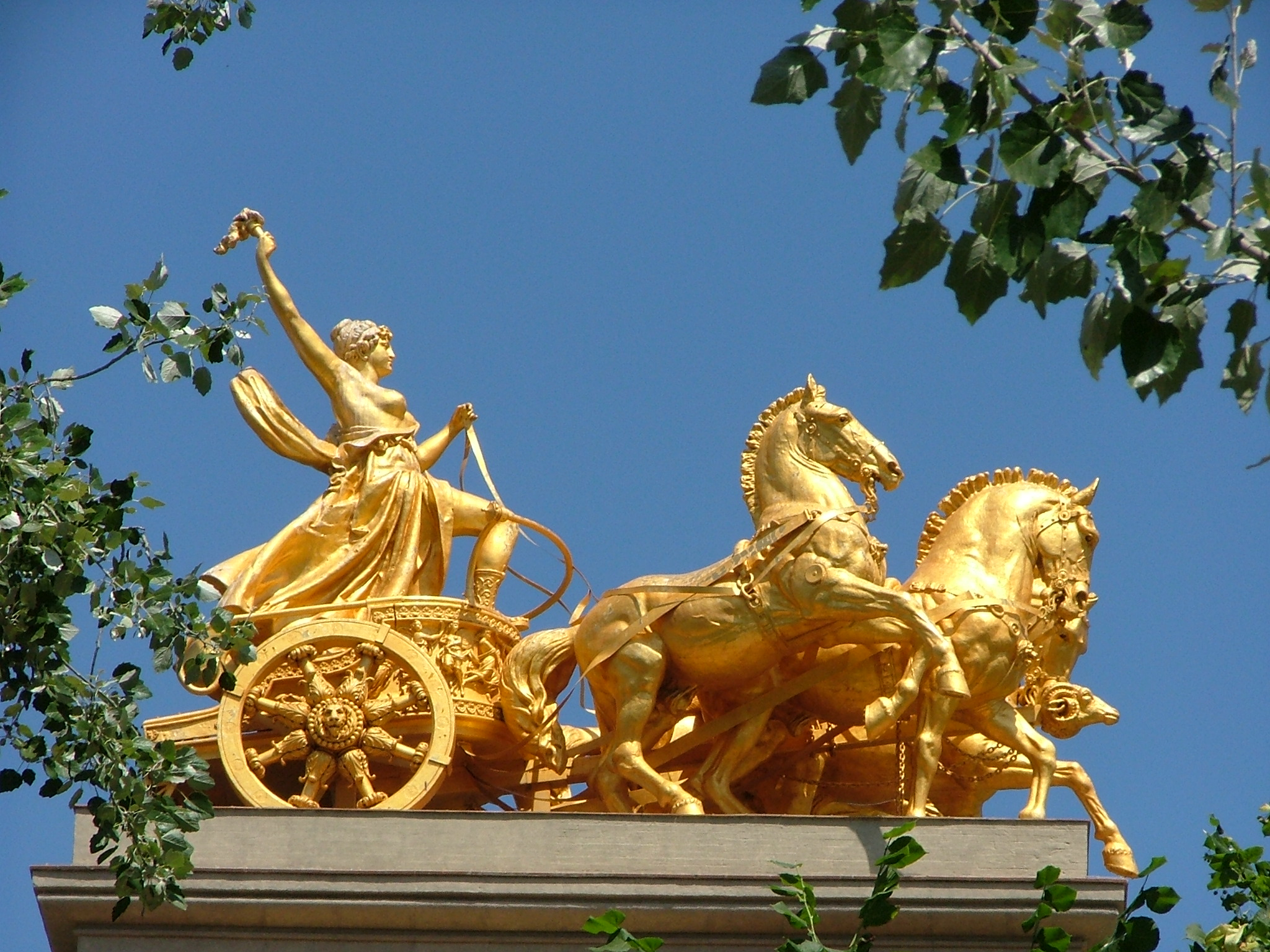
Cuadriga de la Aurora (1888), de Rossend Nobas, Cascada del Parque de la Ciudadela, Barcelona, España.